# Церковь Святителя Николы Чудотворца (Каунас)
Церковь Святителя Николы Чудотворца (Свято-Никольский храм, моленная Святителя Николая) — старообрядческий православный храм (поморского согласия) в Каунасе. Церковь расположена в районе Жалякалнис по адресу улица Ширвинту 19 (Širvintų g. 19) в стороне от Жалякальнисской прогимназии (бывшая средняя школа имени Льва Карсавина).

## История
Свято-Никольский храм был построен для нужд ковенской (каунасской) старообрядческой общины. Строительство церкви велось с апреля 1905 года до мая 1906 года. В годы Первой мировой войны церковь была закрыта. В межвоенные годы Свято-Никольский храм стал важным старообрядческим культурным и религиозным центром. В 1926 году при храме была основана библиотека. В 1931—1933 годах велись старообрядческие духовные курсы, которые поддерживались министерством образования Литвы. Всего курсы окончили 16 человек. В 1940 году церковь и имущество общины советская власть национализировала.
В 2007 году храм был внесён в Реестр культурных ценностей Литовской Республики и является охраняемым государством объектом культурного наследия регионального значения; код в Реестре 31613..
В 2013 году здание пострадало от пожара, однако благодаря пожертвованиям жителей города было восстановлено. Миллион литов на реконструкцию здания пожертвовала Лида Лубене, вдова предпринимателя Бронисловаса Лубиса.

## Архитектура
Внешний вид и интерьер молельной строг и лаконичен. Здание храма возведено из красного кирпича в русском стиле. В западной части здания над входом расположена звонница, увенчанная куполом с восьмиконечным крестом наверху. Купол с крестом водружены также на световом барабане, который возвышается на небольшой башенкой над кровлей храма поднимается.